# ترافيس ويب
ترافيس ويب (بالإنجليزية: Travis Webb)‏ هو سائق سباق ومهندس أمريكي، ولد في 8 أكتوبر 1910 في جوبلن في الولايات المتحدة، وتوفي في 27 يناير 1990 في ميكمينفيل في الولايات المتحدة.

## روابط خارجية
- ترافيس ويب على موقع DriverDB.com (الإنجليزية)